# Parallellepipedum
Een parallellepipedum of blok is een veelvlak met zes parallellogrammen als zijvlak, acht hoekpunten en twaalf ribben, waarvan alle overstaande vlakken evenwijdig en twee-aan-twee – gezien vanaf de buitenkant – elkaars spiegelbeeld zijn.
Drie equivalente definities van een parallellepipedum zijn:
- een veelvlak met zes zijden, een zesvlak, die alle zes een parallellogram zijn,
- een zesvlak met drie paren van evenwijdige zijden en
- een prisma, waarvan het grondvlak een parallellogram is.

De balk, met zes zijden die een rechthoek zijn, de kubus met zes vierkante zijden en de romboëder met zes ruitvormige zijden zijn alle specifieke gevallen van een parallellepipedum.
Een bijzondere eigenschap van het parallellepipedum is dat congruente exemplaren aansluitend op elkaar kunnen worden gestapeld, waarbij de combinatie ook weer een parallellepipedum kan zijn. Bij een balk geldt daarbij ook de praktische stapelbaarheid: het zwaartepunt van het geheel blijft boven een steunpunt.

## Etymologie
Het woord parallellepipedum is Latijn en is afgeleid van het Griekse στερεόν παραλλελεπίπεδον - stereon par-allel-epi-pedon. Dit betekent 'lichaam begrensd door evenwijdige opstaande vlakken', επίπεδον = vlak. De schrijfwijze met dubbel l, die door incorrecte uitspraak is gevormd en om die incorrecte uitspraak te voorkomen, zou eigenlijk parallelepipedum, en dan afgebroken als par·allel·epi·pe·dum, moeten zijn. De onjuiste schrijfwijze parallellopipedum is onder invloed van het woord parallellogram ontstaan.

## Volume
Wanneer de drie driedimensionale vectoren {\displaystyle \mathbf {a} ,\mathbf {b} } en {\displaystyle \mathbf {c} } het parallellepipedum opspannen, dan is het volume {\displaystyle V} hiervan:
{\displaystyle {\begin{matrix}V=|\ \mathbf {a} \cdot (\mathbf {b} \times \mathbf {c} )\ |\\=|\ \mathbf {c} \cdot (\mathbf {a} \times \mathbf {b} )\ |\\=|\ \mathbf {b} \cdot (\mathbf {c} \times \mathbf {a} )\ |\end{matrix}}}
Zijn de drie vectoren {\displaystyle \mathbf {a} ,\mathbf {b} ,\mathbf {c} }:
{\displaystyle {\begin{matrix}\mathbf {a} =(a_{1},a_{2},a_{3})\\\mathbf {b} =(b_{1},b_{2},b_{3})\\\mathbf {c} =(c_{1},c_{2},c_{3})\end{matrix}}}
dan is
{\displaystyle V={\begin{vmatrix}\ a_{1}&b_{1}&c_{1}\ \\\ a_{2}&b_{2}&c_{2}\ \\\ a_{3}&b_{3}&c_{3}\ \end{vmatrix}}=a_{1}\cdot b_{2}\cdot c_{3}+b_{1}\cdot c_{2}\cdot a_{3}+c_{1}\cdot a_{2}\cdot b_{3}-c_{1}\cdot b_{2}\cdot a_{3}-b_{1}\cdot a_{2}\cdot c_{3}-a_{1}\cdot c_{2}\cdot b_{3}}